# Virgil Ioan Mănescu
Virgil (Gil) Ioan Mănescu (n. 25 aprilie 1913, Târgu-Jiu; d. noiembrie 1995, București) a fost un universitar și om politic român, absolvent al Facultăților de Drept, Litere și Filozofie din cadrul  Universității Babeș-Bolyai din Cluj, doctor în drept al Universității Sorbona (Școala Superioară de Studii Penale), secretar general al Tineretului Național Liberal (TNL), Conferențiar Universitar la Academia de Studii Morale și Politice de pe lângă Universitatea București, deținut politic, primul membru de onoare al Partidului  Național Liberal, în perioada post-decembristă.

## Date biografice
Virgil Ioan Mănescu s-a născut pe 25 aprilie 1913 în casa părinților săi din Târgu Jiu. Tatăl său, magistratul Ioan Mănescu, era fiul unor mici moșieri din Ștefănești, o localitate din actualul județ Călărași. Mama sa, Victoria Mănescu, născută Ionescu-Fulga, era descendentă a familiei domnitoare Brâncoveanu, pe linia uneia dintre fiicele marelui martir, Safta Crețulescu, fiind a VII-a generație de urmași ai domnitorului.

## Studii
Gil Mănescu a făcut școala primară la Oradea iar liceul la Cluj. În 1936 devine licențiat în Drept și Științe de Stat al Universității Cluj (Babeș-Bolyai), iar un an mai târziu licențiat în Litere și Filosofie al aceleiași prestigioase universități. Ambele licențe sunt încununate cu doctorate, ceea ce-i conferă încă de tânăr o statură intelectuală impozantă. Între 1937 și 1939 este bursier al statului francez, urmând cursurile Ecole Libre des Sciences Politiques.

## Cariera profesională
În 1938 își face debutul în activitatea didactică, devenind asistent universitar la Facultatea de Drept a Universității Cluj (Babeș-Bolyai), slujbă pe care o are până în anul 1943. Între 1943 și 1947 este asistent universitar și conferențiar la Facultatea de Drept a Universității București. Între 1938 și 1948 profeseză și ca avocat. Este, de asemenea, referent în cadrul Ministerului de Justiție (1943-1946). A fost secretar și membru coresponedent al Academiei de Științe Morale și Politice. A avut o remarcabilă activitate publicistică, fiind redactor al ziarului "Viitorul" și director al ziarului "Academia", ultimul organ de presă liberal între 1946-1947.

## Cariera politică
În 1935 devine membru al Partidului Național Liberal unde se face remarcat încă de la primele sale apariții. În 1945 devine secretar general al Tineretului Național Liberal, iar în 1946 devine Secretar de Stat in Ministerul de Stat condus de liberalul Mihail Romniceanu și delegat al Partidului Național Liberal în guvernul de alegeri. În anul 1947 este îndepărtat de regimul comunist din toate funcțiile, iar în 1951 este arestat și judecat pentru uneltire împotriva regimului. Este eliberat în 1958. După căderea regimului comunist din decembrie 1989, devine primul Membru de Onoare al reînființatului Partid Național Liberal, acceptând, în ciuda sănătății precare, candidatura liberală pentru senat în județul Covasna.